# Die Gräfin von Monte Christo (1946)
Die Gräfin von Monte Christo (Originaltitel: The Wife of Monte Cristo) ist ein US-amerikanischer Abenteuerfilm aus dem Jahr 1946 von Edgar G. Ulmer mit John Loder und Lenore Aubert in den Hauptrollen. Das Drehbuch entstand nach Motiven des Romans Der Graf von Monte Christo von Alexandre Dumas dem Älteren.

## Handlung
In Paris verschwört sich 1832 der Polizeipräfekt De Villefort mit seinen Komplizen Maillard und Danglars, indem sie unsichere Medikamente gegen eine Seuche liefern, die in der Stadt wütet. Ihr Komplott wird jedoch immer wieder von dem maskierten Anführer einer Untergrundbewegung vereitelt. De Villefort vermutet, dass der Avenger genannte Gegner tatsächlich der Graf von Monte Christo ist, kann es aber nicht beweisen. Eines Nachts jedoch, als der Avenger einen Vorrat der schlechten Medizin stiehlt, wird er an seiner linken Hand verletzt. Im Glauben, den Grafen nun in die Falle locken zu können, lädt De Villefort ihn und seine Frau zum Abendessen ein. Der Graf erkennt, dass die Einladung eine Falle ist und macht sich heimlich auf den Weg zu seinem Jagdschloss, während seine Frau plant, alleine am Abendessen teilzunehmen. Als mehrere loyale Männer des Grafen die Wahrheit erfahren wollen, schwört sie sie zur Verschwiegenheit ein. Sie erklärt, dass vor langer Zeit der Graf, der mit bürgerlichem Namen Edmond Dantes heißt, zu Unrecht inhaftiert wurde. Er nahm Kontakt mit einem anderen Gefangenen auf, dem Abbé Faria. Gemeinsam gruben sie einen Tunnel zur Außenwand des Gefängnisses. Als ihm klar wurde, dass er zu krank war, um zu flüchten, verriet der Abbé Edmond den Ort eines verborgenen Schatzes als Gegenleistung für Edmonds Schwur, dass er sein Leben damit verbringen werde, für Gerechtigkeit zu kämpfen. Edmond entkam und nahm später die Identität des Grafen von Monte Christo an. Die Gräfin beendet ihre Geschichte, indem sie enthüllt, dass drei Männer für die Inhaftierung des Grafen verantwortlich waren, nämlich Danglars, De Villeforts Vater und Maillards Partner.
Beim Abendessen erfährt die Gräfin, dass Jacques Antoine, einer der Männer des Avengers, gefangen genommen wurde und durch die Guillotine hingerichtet werden soll. Sie erkennt, dass De Villefort versucht, den Grafen in eine Falle zu locken. Anstatt nach ihm zu schicken, verkleidet sie sich als Avenger und rettet Antoine. Während seiner Haft wurde bei Antoine ein juwelenbesetzter Anhänger gefunden und ihm abgenommen. Da der Anhänger ein Geheimfach hat, das die wahre Identität des Avengers preisgeben würde, schwört die Gräfin, ihn zurückzuholen. Bei einem Besuch bei De Villefort bemerkt sie, dass Lucile, Maillards Frau, die Halskette trägt. Die Gräfin stiehlt den Anhänger aus Luciles Schlafzimmer, ohne zu wissen, dass diese das Geheimfach versehentlich entdeckt hat. Kurz darauf erfährt die Gräfin, dass Maillard die schlechte Medizin herstellt und entlockt ihm die Namen seiner Partner. Die Männer des Avengers bringen Maillard in ein Café am Montmartre und stellen ihn wegen Verbrechen gegen das Volk vor Gericht. Er wird für schuldig befunden und unter Androhung der Todesstrafe aus Frankreich verbannt. Maillard geht jedoch nicht weg, sondern erzählt die Geschichte seinen Partnern, die ihm nicht glauben. 
Als Maillard Paris nicht verlässt, arrangiert die Gräfin ein gemeinsames Abendessen der Partner im selben Café, in dem Maillard der Prozess gemacht wurde. Maillards Reaktion auf den Trick lässt ihn verrückt erscheinen. Er versucht, über die Dächer zu fliehen, wird jedoch vom Avenger verfolgt. Maillard stürzt in den Tod, in der Nähe seines Körpers findet De Villefort ein Taschentuch, auf dem er das charakteristische Parfüm der Gräfin erkennt. De Villefort verhaftet sie und tötet den verängstigten Danglars, der herausgefunden hat, dass es sich bei dem Grafen in Wirklichkeit um Edmond Dantes handelt, um ihn daran zu hindern, ihre illegalen Aktivitäten aufzudecken. Als Antoine dem Grafen erzählt, dass seine Frau im Gefängnis ist, überwindet er viele Hindernisse, um sie zu retten. Nachdem er De Villefort getötet hat, schließt sich der Graf seiner Frau außerhalb der Stadt an und sie schwören, nach Paris zurückzukehren und ihren Kampf gegen die Ungerechtigkeit fortzusetzen.

## Hintergrund
Gedreht wurde der Film von Ende Juli bis Ende August 1945.
Eugen Schüfftan war für das Szenenbild zuständig, Bud Westmore für das Maskenbild. 

## Veröffentlichung
Die Premiere des Films fand am 8. April 1946 in New York statt. In der Bundesrepublik Deutschland kam er am 25. Mai 1950 in die Kinos, in Österreich 1951.

## Kritiken
Das Lexikon des internationalen Films schrieb: „Flotter, romantischer Reißer im historischen Gewand; ein Abenteuerfilm der B-Kategorie, der sich an die Erfolge der Dumas-Verfilmungen "anhängte".“